# Długość fali odcięcia
Długość fali odcięcia {\displaystyle \lambda _{c}} – graniczna długość fali, powyżej której w danym światłowodzie propaguje tylko jeden mod. Długość fali rozchodzącej się w światłowodzie jest powiązana ze znormalizowaną częstotliwością światłowodu V zależnością:
{\displaystyle V={\frac {2\pi }{\lambda }}a{\sqrt {n_{1}^{2}-n_{2}^{2}}}}
gdzie
a - promień rdzenia światłowodu
{\displaystyle n_{1}} - współczynnik załamania w rdzeniu
{\displaystyle n_{2}} - współczynnik załamania w płaszczu
Aby obliczyć długość fali odcięcia, należy przyjąć V=2,405:
{\displaystyle {\frac {2\pi }{\lambda _{c}}}a{\sqrt {n_{1}^{2}-n_{2}^{2}}}=2,405}
{\displaystyle \lambda _{c}={\frac {2\pi }{2,405}}a{\sqrt {n_{1}^{2}-n_{2}^{2}}}}
W szczególności, dla fali o długości równej {\displaystyle \lambda _{c}} w światłowodzie występuje tylko jeden mod. Teoretycznie więc ze światłowodem jednomodowym mamy do czynienia zawsze, gdy wprowadzimy doń odpowiednio długą falę. W praktyce jednak {\displaystyle \lambda _{c}} dla światłowodów wielomodowych jest daleko poza oknami transmisyjnymi.